# Kazerne Dossin: Memorial, Museum and Documentation Centre on Holocaust and Human Rights
Il memoriale dell'Olocausto Kazerne Dossin è l'unica parte del Kazerne Dossin: Memorial, Museum and Documentation Centre on Holocaust and Human Rights istituito all'interno dell'ex campo di transito di Mechelen della seconda guerra mondiale. 
Nel Belgio occupato, i tedeschi arrestarono ebrei e rom, furono mandati nei campi di concentramento passando da questo campo. Il suddetto museo e il centro di documentazione sono ospitati in un nuovo complesso appositamente costruito dall'altra parte della piazza pubblica.

## Storia
Tra il luglio 1942 e il settembre 1944, la Kazerne Dossin (caserma Dossin) era conosciuta come SS-Samellager Mecheln, un campo di raccolta e deportazione nazista. Qui furono radunati 25 274 ebrei e 354 rom per essere poi trasportati ad Auschwitz-Birkenau e in altri campi di concentramento nell'est Europa. Due terzi furono uccisi all'arrivo. Al momento della liberazione del Belgio, solo in 1 395 erano sopravvissuti.
Nel dopoguerra l'ex caserma di fanteria fu parzialmente ristrutturata ed usata come abitazione civile; il governo fiammingo, la provincia di Anversa e la città di Mechelen finanziarono l'acquisto del piano terra e del seminterrato dell'ala destra. Nel 1995 l'edificio è diventato la sede del Jewish Museum of Deportation and Resistance.

## Museo
Il museo tratta i seguenti aspetti della soluzione finale in Belgio e in Europa:
- L'ascesa dell'estrema destra in Belgio e all'estero negli anni '30;
- Le politiche antisemite imposte dall'occupazione della Germania;
- La resistenza ebraica e l'occultamento dei bambini;
- La deportazione degli ebrei belgi con i convogli.

Nel 2001, il governo fiammingo decise di ampliare il sito costruendo un nuovo complesso museale di fronte alla vecchia caserma, fu inaugurato nel settembre 2012 con il nome attuale. Anche Fort Breendonk, un campo di prigionia nazista vicino a Mechelen, è stato aperto come museo.

## Critiche
Nel novembre 2019, il direttore generale Christoph Busch si è dimesso perché, a suo avviso, la gestione si concentrò troppo sull'aspetto commemorativo dell'Olocausto e non abbastanza sulla documentazione delle violazioni dei diritti umani. Nel mese di marzo 2020, la metà dei 18 membri del consiglio scientifico si è dimesso dopo un incidente nel dicembre 2019 in cui la gestione ha bruscamente interrotto una cerimonia in cui Pax Christi avrebbe premiato il proprio ambasciatore di pace, Brigitte Herremans, in Medio Oriente. I nove accademici hanno affermato che Kazerne Dossin non dovrebbe essere un luogo utile alla politica di Israele. I gruppi ebraici hanno protestato contro il premio, sostenendo che la Herremans è un'attivista filo-palestinese che sostiene le sanzioni contro Israele e che gli attivisti filo-israeliani "gonfiano enormemente" l'antisemitismo.